# Vegas Thrill 2024
Questa voce raccoglie le informazioni riguardanti le Vegas Thrill nelle competizioni ufficiali della stagione 2023-2024.

## Stagione
Le Vegas Thrill partecipano alla stagione 2023-24 senza alcuna denominazione sponsorizzata.
Si classificano al settimo posto nella regular season di PVF, mancando la qualificazione ai play-off scudetto.

## Organigramma societario
Area direttiva
- Presidente: Ruben Herrera

Area tecnica
- Allenatore: Fran Flory

## Rosa
| N° | Nome                 | Ruolo | Data di nascita   | Nazionalità sportiva |
| -- | -------------------- | ----- | ----------------- | -------------------- |
| 1  | Katherine Bell       | O     | 5 marzo 1993      | Stati Uniti          |
| 2  | Madison Schermerhorn | L     | -                 | Stati Uniti          |
| 3  | McKenna Vicini       | C     | 19 agosto 2000    | Stati Uniti          |
| 4  | Kylie Murr           | L     | -                 | Stati Uniti          |
| 5  | Mallory McCage       | C     | 2 febbraio 1994   | Stati Uniti          |
| 6  | Alisha Glass         | P     | 5 aprile 1988     | Stati Uniti          |
| 7  | Layne Van Buskirk    | C     | 19 febbraio 1998  | Canada               |
| 8  | Janet Kalaniuvalu    | S     | 31 luglio 1999    | Stati Uniti          |
| 9  | Hannah Pukis         | P     | 1º settembre 2000 | Stati Uniti          |
| 10 | Paulina Prieto       | O     | 25 gennaio 1994   | Porto Rico           |
| 11 | Hannah Maddux        | S     | 2 marzo 2001      | Stati Uniti          |
| 12 | Berkeley Oblad       | C     | 27 giugno 1997    | Stati Uniti          |
| 14 | Payton Caffrey       | S     | 1º settembre 1998 | Stati Uniti          |
| 15 | Gabrielle Gonzales   | S     | 5 ottobre 2000    | Stati Uniti          |
| 17 | Kenna Sauer          | S     | 20 dicembre 2000  | Stati Uniti          |
| 18 | Erin Anderson        | S     | -                 | Stati Uniti          |
| 19 | Amani McArthur       | C     | -                 | Stati Uniti          |
| 21 | Ainise Havili        | P     | 24 aprile 1996    | Stati Uniti          |
| 22 | Anna Church          | L     | 21 luglio 1993    | Stati Uniti          |
| 24 | Meghan McClure       | S     | 19 agosto 1999    | Stati Uniti          |
| 90 | Saskia Hippe         | O     | 16 gennaio 1991   | Germania             |

## Mercato
| Acquisti                               | Acquisti             | Acquisti              | Acquisti   |
| R.                                     | Nome                 | da                    | Modalità   |
| -------------------------------------- | -------------------- | --------------------- | ---------- |
| O                                      | Katherine Bell       | Jiangxi               | definitivo |
| L                                      | Anna Church          | Münster               | definitivo |
| P                                      | Alisha Glass         | Athletes Unlimited    | definitivo |
| S                                      | Gabrielle Gonzales   | Oregon                | definitivo |
| P                                      | Ainise Havili        | -                     | definitivo |
| O                                      | Saskia Hippe         | Athletes Unlimited    | definitivo |
| S                                      | Janet Kalaniuvalu    | Merinos               | definitivo |
| S                                      | Hannah Maddux        | South Alabama         | definitivo |
| C                                      | Amani McArthur       | Michigan State        | definitivo |
| C                                      | Mallory McCage       | Athletes Unlimited    | definitivo |
| S                                      | Meghan McClure       | -                     | definitivo |
| L                                      | Kylie Murr           | Minnesota             | definitivo |
| C                                      | Berkeley Oblad       | -                     | definitivo |
| O                                      | Paulina Prieto       | Valencianas de Juncos | definitivo |
| L                                      | Madison Schermerhorn | Purdue                | definitivo |
| C                                      | Layne Van Buskirk    | PTSV Aachen           | definitivo |
| Trasferimenti nel corso della stagione |                      |                       |            |
| S                                      | Erin Anderson        | Brigham Young         | definitivo |
| S                                      | Payton Caffrey       | PAOK                  | definitivo |
| P                                      | Hannah Pukis         | Oregon                | definitivo |
| S                                      | Kenna Sauer          | Texas Tech            | definitivo |
| C                                      | McKenna Vicini       | Stanford              | definitivo |

| Cessioni | Cessioni          | Cessioni | Cessioni   |
| R. | Nome              | a        | Modalità   |
| --- | ----------------- | -------- | ---------- |
| Non sono avvenuti movimenti di mercato in uscita prima dell'annata perché la società non era attiva nella stagione precedente |                   |          |            |
| Trasferimenti nel corso della stagione                                                                                        |                   |          |            |
| L | Anna Church       | -        | svincolata |
| S | Meghan McClure    | -        | svincolata |
| S | Janet Kalaniuvalu | -        | svincolata |
| O | Paulina Prieto    | -        | svincolata |
| P | Hannah Pukis      | -        | svincolata |
| C | Layne Van Buskirk | -        | svincolata |

## Risultati

### PVF

#### Regular season
| 7 febbraio 2024 CHI Health Center Omaha, Omaha     | Omaha Supernovas  | 2 - 3 | Vegas Thrill      | 25-19, 23-25, 20-25, 25-18, 12-15 |
| 10 febbraio 2024 Addition Financial Arena, Orlando | Orlando Valkyries | 3 - 1 | Vegas Thrill      | 25-23, 25-10, 23-25, 25-21        |
| 15 febbraio 2024 Dollar Loan Center, Henderson     | Vegas Thrill      | 3 - 1 | Omaha Supernovas  | 15-25, 26-24, 25-22, 25-19        |
| 19 febbraio 2024 Dollar Loan Center, Henderson     | Vegas Thrill      | 3 - 0 | San Diego Mojo    | 25-16, 25-15, 25-21               |
| 22 febbraio 2024 Dollar Loan Center, Henderson     | Vegas Thrill      | 1 - 3 | Orlando Valkyries | 23-25, 18-25, 25-20, 28-30        |
| 24 febbraio 2024 Dollar Loan Center, Henderson     | Vegas Thrill      | 0 - 3 | Columbus Fury     | 24-26, 23-25, 20-25               |
| 26 febbraio 2024 Nationwide Arena, Columbus        | Columbus Fury     | 3 - 1 | Vegas Thrill      | 25-23, 22-25, 25-21, 25-23        |
| 29 febbraio 2024 Viejas Arena, San Diego           | San Diego Mojo    | 2 - 3 | Vegas Thrill      | 23-25, 20-25, 25-19, 29-27, 11-15 |
| 4 marzo 2024 Dollar Loan Center, Henderson         | Vegas Thrill      | 0 - 3 | Atlanta Vibe      | 16-25, 18-25, 24-26               |
| 9 marzo 2024 Gas South Arena, Duluth               | Atlanta Vibe      | 3 - 1 | Vegas Thrill      | 25-16, 22-25, 25-23, 25-20        |
| 11 marzo 2024 Nationwide Arena, Columbus           | Columbus Fury     | 1 - 3 | Vegas Thrill      | 25-21, 26-28, 17-25, 16-25        |
| 17 marzo 2024 Van Andel Arena, Grand Rapids        | Grand Rapids Rise | 2 - 3 | Vegas Thrill      | 25-21, 25-21, 21-25, 16-25, 12-15 |
| 24 marzo 2024 Dollar Loan Center, Henderson        | Vegas Thrill      | 0 - 3 | San Diego Mojo    | 21-25, 23-25, 16-25               |
| 26 marzo 2024 Dollar Loan Center, Henderson        | Vegas Thrill      | 1 - 3 | Grand Rapids Rise | 22-25, 26-24, 17-25, 28-30        |
| 30 marzo 2024 CHI Health Center Omaha, Omaha       | Omaha Supernovas  | 3 - 0 | Vegas Thrill      | 25-19, 25-17, 25-21               |
| 8 aprile 2024 Lee's Family Forum, Henderson        | Vegas Thrill      | 0 - 3 | Atlanta Vibe      | 21-25, 18-25, 23-25               |
| 13 aprile 2024 Van Andel Arena, Grand Rapids       | Grand Rapids Rise | 3 - 2 | Vegas Thrill      | 25-23, 25-21, 21-25, 22-25, 15-9  |
| 17 aprile 2024 Lee's Family Forum, Henderson       | Vegas Thrill      | 3 - 0 | Columbus Fury     | 25-18, 25-23, 25-18               |
| 20 aprile 2024 Lee's Family Forum, Henderson       | Vegas Thrill      | 1 - 3 | Grand Rapids Rise | 23-25, 20-25, 25-23, 22-25        |
| 26 aprile 2024 Viejas Arena, San Diego             | San Diego Mojo    | 2 - 3 | Vegas Thrill      | 21-25, 25-22, 17-25, 25-22, 13-15 |
| 28 aprile 2024 Gas South Arena, Duluth             | Atlanta Vibe      | 3 - 0 | Vegas Thrill      | 25-17, 25-20, 25-20               |
| 1º maggio 2024 Lee's Family Forum, Henderson       | Vegas Thrill      | 3 - 2 | Orlando Valkyries | 24-26, 25-15, 22-25, 25-21, 15-12 |
| 6 maggio 2024 Lee's Family Forum, Henderson        | Vegas Thrill      | 0 - 3 | Omaha Supernovas  | 16-25, 23-25, 16-25               |
| 11 maggio 2024 Addition Financial Arena, Orlando   | Orlando Valkyries | 3 - 0 | Vegas Thrill      | 26-24, 25-18, 25-15               |

## Statistiche

### Statistiche di squadra
| Competizione | Punti | In casa | In casa | In casa | In trasferta | In trasferta | In trasferta | Totale | Totale | Totale |
| Competizione | Punti | G       | V       | P       | G            | V            | P            | G      | V      | P      |
| ------------ | ----- | ------- | ------- | ------- | ------------ | ------------ | ------------ | ------ | ------ | ------ |
| PVF          | 0,333 | 12      | 3       | 9       | 12           | 5            | 7            | 24     | 8      | 16     |
| Totale       | -     | 12      | 3       | 9       | 12           | 5            | 7            | 24     | 8      | 16     |

### Statistiche dei giocatori
| Giocatrice      | PVF | PVF | PVF | PVF | PVF | Totale | Totale | Totale | Totale | Totale |
| Giocatrice      | P   | PT  | AV  | MV  | BV  | P      | PT     | AV     | MV     | BV     |
| --------------- | --- | --- | --- | --- | --- | ------ | ------ | ------ | ------ | ------ |
| E. Anderson     | 0   | 0   | 0   | 0   | 0   | 0      | 0      | 0      | 0      | 0      |
| K. Bell         | 20  | 272 | 228 | 38  | 6   | 20     | 272    | 228    | 38     | 6      |
| P. Caffrey      | 6   | 61  | 51  | 8   | 2   | 6      | 61     | 51     | 8      | 2      |
| A. Church       | 0   | 0   | 0   | 0   | 0   | 0      | 0      | 0      | 0      | 0      |
| A. Glass        | 24  | 85  | 39  | 40  | 6   | 24     | 85     | 39     | 40     | 6      |
| G. Gonzales     | 22  | 135 | 129 | 2   | 4   | 22     | 135    | 129    | 2      | 4      |
| A. Havili       | 4   | 0   | 0   | 0   | 0   | 4      | 0      | 0      | 0      | 0      |
| S. Hippe        | 19  | 127 | 116 | 7   | 4   | 19     | 127    | 116    | 7      | 4      |
| J. Kalaniuvalu  | 5   | 0   | 0   | 0   | 0   | 5      | 0      | 0      | 0      | 0      |
| H. Maddux       | 23  | 281 | 234 | 30  | 17  | 23     | 281    | 234    | 30     | 17     |
| A. McArthur     | 0   | 0   | 0   | 0   | 0   | 0      | 0      | 0      | 0      | 0      |
| M. McCage       | 7   | 96  | 67  | 27  | 2   | 7      | 96     | 67     | 27     | 2      |
| M. McClure      | 14  | 0   | 0   | 0   | 0   | 14     | 0      | 0      | 0      | 0      |
| K. Murr         | 23  | 0   | 0   | 0   | 0   | 23     | 0      | 0      | 0      | 0      |
| B. Oblad        | 23  | 195 | 146 | 38  | 11  | 23     | 195    | 146    | 38     | 11     |
| P. Prieto       | 7   | 13  | 11  | 1   | 1   | 7      | 13     | 11     | 1      | 1      |
| H. Pukis        | 1   | 1   | 1   | 0   | 0   | 1      | 1      | 1      | 0      | 0      |
| K. Sauer        | 13  | 78  | 61  | 12  | 5   | 13     | 78     | 61     | 12     | 5      |
| M. Schermerhorn | 7   | 0   | 0   | 0   | 0   | 7      | 0      | 0      | 0      | 0      |
| L. Van Buskirk  | 20  | 155 | 105 | 40  | 10  | 20     | 155    | 105    | 40     | 10     |
| M. Vicini       | 4   | 21  | 12  | 7   | 2   | 4      | 21     | 12     | 7      | 2      |

P = presenze; PT = punti totali; AV = attacchi vincenti; MV = muri vincenti; BV = battute vincenti